# Kolkerheide
Kolkerheide (północnofryz. Kolkerhii, duń. Kolkerheide) – gmina w Niemczech w kraju związkowym Szlezwik-Holsztyn, w powiecie Nordfriesland, wchodzi w skład urzędu Mittleres Nordfriesland.